# Fred Frith
Pour les articles homonymes, voir Frith.
Fred Frith, né le 17 février 1949 à Heathfield (Sussex de l'Est), est un musicien et compositeur expérimental britannique. Avant tout guitariste, il joue également de la basse, du violon, des claviers et du xylophone.
Il est à l'origine du mouvement musical des années 1970 Rock in Opposition, et cofondateur des groupes Henry Cow (1968-1978), Art Bears et Skeleton Crew.

## Biographie
Fred Frith est né à Heathfield, dans le comté du Sussex de l'Est, en Angleterre. Il est le frère du sociologue Simon Frith. Il apprend le violon à l'âge de 5 ans et rejoint l'orchestre de son école. À 13 ans, il est impressionné par une performance du groupe The Shadows et décide d'apprendre la guitare. Il monte son premier groupe, The Chaperones, qui joue des reprises des Shadows et des Beatles. Puis la découverte du blues, au travers de Snooks Eaglin et d'Alexis Korner, change radicalement son approche de la guitare. Les Chaperones deviennent un groupe de blues. En 1967, il donne ses premiers concerts dans un club de musique folk, au Nord de l'Angleterre. Il joue des standards du blues et des chansons traditionnelles.
Toujours à la recherche de nouvelles techniques instrumentales, il écoute toutes sortes de musiques à base de guitares : folk, classique, ragtime, flamenco... Il s'intéresse également aux musiques d'Inde et de Bali ainsi qu'à la musique d'Europe de l'Est après qu'un étudiant yougoslave lui a appris des airs traditionnels de son pays.
Fred Frith entre à l'université de Cambridge où ses horizons musicaux s'élargissent grâce à la découverte de la musique de John Cage et aux manipulations rock de Frank Zappa. En 1968, Frith rencontre Tim Hodgkinson dans un club de blues de l'université. Frith a son violon, Hodgkinson son saxophone alto. Ils improvisent ensemble pendant une demi-heure et découvrent qu'ils partagent la même ouverture d'esprit musicale. Ils forment le groupe Henry Cow dont ils resteront membres jusqu'à sa dissolution en 1978.
Après le premier album de Henry Cow, Frith sort en 1974 Guitar Solos, son premier album solo, aperçu de ses expérimentations à la guitare. L'album est composé de huit pistes de musique improvisée et non accompagnée, jouée à l'aide de guitares préparées. Il a été enregistré en quatre jours aux Kaleidophon Studios à Londres sans aucun overdub.

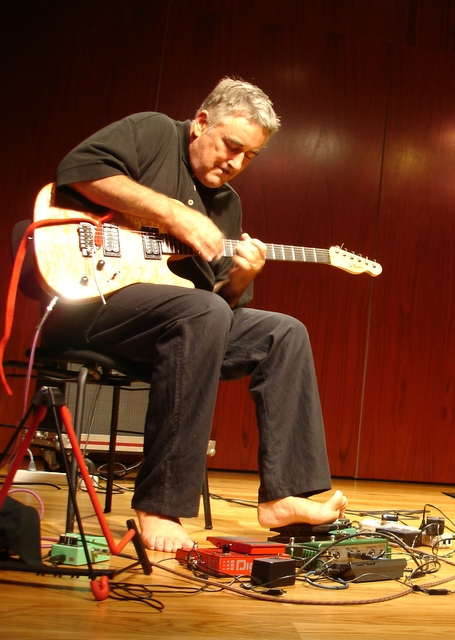
Fred Frith en août 2006

À la fin des années 1970, il se rend à New York où il collabore principalement avec des artistes de la scène avant-gardiste musicale dont Eugene Chadbourne, John Zorn, Zeena Parkins, Ikue Mori, Bryan Medwed et Bob Ostertag avec qui il enregistre un album, Tom Cora et où il fonde les groupes Massacre avec Bill Laswell et Fred Maher puis Skeleton Crew avec Tom Cora et Dave Newhouse puis Zeena Parkins. Il participe aussi au groupe Naked City et a dirigé les groupes Keep The Dog et Fred Frith Guitar Quartet.
En 1980, il contribue une première fois à Material (avec Michael Beinhorn et Bill Laswell, et aussi Martin Bisi, Fred Maher, Robert Quine). Son influence en tant que musicien devient prépondérante à New York.
En 1982, Fred Frith collabore au morceau Time Out de l'album One Down de Material, produit et réalisé par Michael Beinhorn et Bill Laswell. Ces derniers font collaborer à d'autres morceaux de l'album des grands noms tels Nile Rodgers, Nona Hendryx, ou encore Whitney Houston. Fred Frith apporte un son guitare au morceau Time Out très nouveau en 1982 qui aura une influence importante sur beaucoup de musiciens des années 80.[réf. nécessaire] L'album One Down, gravé et pressé en vinyle 33T et distribué par Vogue en 1982, est quasi introuvable à ce jour[Quand ?].
Parallèlement, Fred Frith compose pour le théâtre, la danse et le cinéma. En 1990, les cinéastes Nicolas Humbert et Werner Penzel lui consacrent le film Step Across the Border.
En 1997, Fred Frith forme un nouveau groupe d'improvisation libre, Maybe Monday, avec le saxophoniste Larry Ochs du Rova Saxophone Quartet et la joueuse de koto Miya Masaoka. S'ensuit une tournée d'un an en Amérique du Nord et en Europe et la sortie de trois albums.
De 1999 à 2018, il enseigne la composition et l'improvisation au Mills College à Oakland en Californie.
Parmi les très nombreux artistes avec lesquels il a collaboré, on peut citer encore : Dalila Khatir,
Robert Wyatt, Brian Eno, The Residents, Lol Coxhill, John Zorn, Bill Laswell, Henry Kaiser, l'Ensemble Modern, Anthony Braxton, Jean-Marc Montera, Marc Ribot, Paolo Angeli, Louis Sclavis, Pierre Hébert, etc. Pour la réédition en 2002 de plusieurs albums de Fred Frith, l'artiste allemand Tomas Kurth a conçu les pochettes des albums.

## Discographie sélective

### Albums
- 1974 : Guitar Solos
- 1980 : Gravity
- 1981 : Speechless
- 1983 : Cheap at Half the Price
- 1983 : French Gigs avec Lol Coxhill
- 1988 : The Technology Of Tears And Other Music For Dance And Theatre
- 1990 : Step Across the Border (musique du documentaire sur Fred Frith)
- 1995 : Middle of the Moment
- 1996 : Réel avec Noël Akchoté
- 1997 : En Public Aux Laboratoires D'Aubervilliers Improvisations avec Jean-Pierre Drouet
- 2000 : Traffic Continues avec l'Ensemble Modern, Zeena Parkins et Ikue Mori
- 2001 : Clearing
- 2002 : Freedom in Fragments
- 2002 : Prints - Snapshots, Postcards, Messages And Miniatures 1987-2001
- 2003 : Rivers and Tides (musique du documentaire sur Andy Goldsworthy)
- 2003 : Soshin avec Antoine Berthiaume et Derek Bailey
- 2004 : Eye To Ear II
- 2006 : Duo (Victoriaville) 2005 avec Anthony Braxton
- 2010 : Eye To Ear III
- 2011 : Contretemps etc. (In Situ) avec Louis Sclavis et Jean-Pierre Drouet
- 2014 : The Natural Order avec John Butcher
- 2014 : Fred Frith / Michel Doneda avec Michel Doneda
- 2014 :  MMM Quartet (Joëlle Léandre, Fred Frith, Alvin Curran, Urs Leimgruber)

### En collaboration avec John Zorn
- 1994 : The Art of Memory
- 2004 : 50th Birthday Celebration Volume Five
- 2008 : The Art of Memory II
- 2010 : Late Works

### En collaboration avecChris Cutler
Chris Cutler était le batteur du groupe Henry Cow jusqu'à sa dissolution. Fred Frith et Chris Cutler apparaitront tous les deux par la suite sur différents disques dans différentes formations. Ils ont également un duo.
- 1983 : Live In Prague And Washington
- 1990 : Live In Moscow, Prague & Washington
- 1994 : Live In Trondheim - Berlin - Limoges Vol. 2
- 2000 : 2 Gentlemen In Verona
- 2007 : The Stone: Issue Two

### Death Ambient
Death Ambient est un trio créé en 1995 composé de Ikue Mori et Kato Hideki. Les trois disques sont sortis sur le label de John Zorn Tzadik.
- 1995 : Death Ambient
- 1999 : Synæsthesia
- 2007 : Drunken Forest